# Tata Motors
Tata Motors je najveća indijska tvrtka za proizvodnju automobila i gospodarskih vozila. Središte tvrtke je smješteno je u Mumbaiju. Pogoni se se nalaze u gradovima Jamshedpur, Lucknow, Pune i Singur. Tata motors je osnovao Jamshetji Tata 1945. godine. 
Tata Motors prodao je u financijskoj godini 2008./09. (koja je trajala od travnja 2008. do ožujka 2009.) 291.993 gospodarskih vozila i 214.428 osobnih automobila.

## Proizvodi

### Osobni automobili
- Tata Sierra
- Tata Estate
- Tata Sumo
- Tata Safari
- Tata Indica
- Tata Indigo
- Tata Indigo Marina
- Tata Nano

### Gospodarska vozila
- Tata Ace
- Tata TL Pickup kamion
- Tata 407 Ex and Ex2
- Tata 709 Ex
- Tata 809 Ex and Ex2
- Tata 909 Ex and Ex2
- Tata 1109 (srednji kamion)
- Tata 1510/1512 (srednji autobus)
- Tata 1610/1616 (veliki autobus)
- Tata 1613/1615 (srednji kamion)
- Tata 2515/2516 (srednji kamion)
- Tata 3015 (veliki kamion)
- Tata 3516 (veliki kamion)
- Tata Novus (veliki kamion)

### Vojna vozila
- Tata 407
- Tata LPTA 713 TC (4x4)
- Tata LPT 709 E
- Tata SD 1015 TC (4x4)
- Tata LPTA 1615 TC (4x4)
- Tata LPTA 1621 TC (6x6)
- Tata LPTA 1615 TC (4x2)

## Vanjske poveznice
|  | Zajednički poslužitelj ima još gradiva o temi Tata Motors |

- Službena stranica